# مارسيا تيت
مارسيا تيت (بالإنجليزية: Marcia Tate) هي منافسة ألعاب القوى جامايكية، ولدت في 23 يونيو 1961.

## وصلات خارجية
- مارسيا تيت على موقع الاتحاد الدولي لألعاب القوى (الإنجليزية)
- مارسيا تيت على موقع أوليمبيديا (الإنجليزية)
- مارسيا تيت على موقع اتحاد ألعاب الكومنولث (مؤرشف) (الإنجليزية)